# 福宿光雄
福宿 光雄（ふすき みつお、1901年12月28日 - 1970年）は、鹿児島県出身の日本画家。浦和画家のひとり。

## 人物
日本画は川合玉堂に学び、自らの雅号を一穂と号した。26年間埼玉県立浦和高等学校（浦和中学時代から）に勤務し、以後浦和高校教頭、春日部女子高校校長、久喜高校校長も務め、教育功労者として表彰された。
のちに浦和画家と呼ばれることとなる多くの画家を指導したことで知られており、日展理事長や日本芸術院会員である高田誠、人間国宝の増田三男をはじめ、渡辺武夫、金子徳衛、川村親光、小松崎邦雄、尾上一男、金子仁三郎、小川游、三尾彰藍などを指導した。松岡映丘にも師事し大和画の研究を行い、新興大和画展に発表した。また、戊辰会、白合会の会員として作品の発表を続けた。福宿の指導を受けた高田らを中心に「連穂会」（雅号の一穂に由来）が作られ、恩師を囲む会が開かれていた。

## 沿革
- 1901年（明治34年） - 鹿児島県市来町に出生。
- 1924年（大正13年） - 東京美術学校図画師範科を卒業、浦和中学校（戦後の埼玉県立浦和高等学校）の図画教師として赴任。
- 1970年（昭和45年） - 69歳で死去。